# دابا (گوانگشی)
دابا (به لاتین: Daba) یک منطقهٔ مسکونی در چین است که در شهرستان بوبای واقع شده‌است.